# 提洛·沃夫
提洛·沃夫（Tilo Wolff，1972年7月10日—），生于德国法兰克福，是成立于1990年的德国哥特乐团Lacrimosa的创始人主要作词与作曲者，独立厂牌Hall of Sermon的创始人和老板。现居瑞士苏黎世。